# Informador ajedrecístico
Informador ajedrecístico (Šahovski Informator) es una compañía que periódicamente produce libros con los mismos nombres, Enciclopedia de aperturas de ajedrez, Encyclopaedia of Chess Endings, Opening Monographs, otras publicaciones impresas, y el software (incluyendo ediciones electrónicas de la mayoría de ediciones impresas). Aleksandar Matanović y Milivoje Molerović fundaron la compañía en 1966 con el fin de ofrecer al resto del mundo la información ajedrecística de la que gozaban los jugadores soviéticos. La compañía ha vendido 3 millones de libros en 150 países, de acuerdo a su página web.
El Informador ajedrecístico publicó 2 números por año entre 1966-1990, desde 1991 hasta 2011 publicaría 3 números por año y a partir de 2012 se producen 4 entregas anuales (marzo, junio, septiembre y diciembre). Cada número ofrece muchos fragmentos de juegos de maestros, muchos anotados por los mismos jugadores. Un conjunto de jugadores de élite seleccionan los mejores juegos de cada número, y estos son republicados en el siguiente número con un análisis más profundo. Cada número desde Informador ajedrecístico 5 ha incluido una sección de combinaciones encontradas en juegos recientes. Una sección de finales similar se ha convertido en una característica estándar.
Por dos décadas antes de la aparición de las bases de datos de ajedrez, Las publicaciones del Informador ajedrecístico eran la fuente líder de juegos y análisis para los jugadores serios de ajedrez. La publicación rutinariamente aparece en la bibliografía de textos en aperturas específicas y otros textos de ajedrez.
El sistema de códigos de clasificación de aperturas de Informador ajedrecístico, y su sistema de símbolos ha sido el estándar internacional para organizar la información ajedrecística y comunicar esta información a pesar de las barreras idiomáticas. El sistema de códigos se explica en 10 idiomas al frente de cada número del Informador, La Enciclopedia de aperturas de ajedrez, y otras publicaciones. El excampeón mundial Garry Kasparov afirmó "Somos todos hijos del Informador," y luego explicó su propio desarrollo como jugador de ajedrez correspondido con la popularidad ascendente del Informador ajedrecístico. Otros campeones mundiales, incluyendo Anatoly Karpov, Vladímir Krámnik, y Vishwanathan Anand, afirman que el Informador es fundamental en sus preparaciones para los torneos.